# Marina Lisogor
Marina Lisogor, född Malets 11 maj 1983, Tjernigov (nu Tjernihiv), Ukrainska SSR, Sovjetunionen, är en ukrainsk längdåkare.
Hon testades positivt för doping (trimetazidin) i samband med olympiska vinterspelen 2014.